# Chevereșu Mic
Chevereșu Mic a fost un mic sat populat de sârbi, situat la sud de Vârșeț. În timpul ultimului război austriaco - turc din 1788 - 1789 satul a ars și nu a mai fost reconstruit.